# Marshall Bell
Archibald Marshall Bell (28 de setembro de 1942) é um ator estadunidense. Ele já interpretou muitos papéis em filmes e televisão . Ele é conhecido por seus papéis em Nightmare on Elm Street 2: Freddy's Revenge, Standy by Me, Twins e Total Recall.

## Início da vida
Marshall Bell nasceu na cidade de Tulsa, localizada no estado de Oklahoma, onde viveu até os 13 anos. Sua família então mudou-se para Denver no Colorado.
Bell frequentou o colégio St. Paul's, situado em Concord, New Hampshire, porém acabou sendo expulso. Posteriormente, ingressou no Fountain Valley School, em Colorado Springs. Foi nessa instituição que seu interesse pela atuação despertou, após interpretar o personagem Elwood Dowd na peça teatral "Harvey".
No entanto, Bell foi desencorajado por outras pessoas, que afirmaram que ele não possuía talento suficiente para ser um bom ator. Por conta disso, ele abandonou a atuação por mais de 20 anos. Durante esse período, frequentou a Universidade do Colorado, onde se especializou em sociologia. Além disso, serviu no Exército por três anos. Após encerrar sua carreira militar, Bell se tornou um consultor, ensinando executivos a aprimorarem suas habilidades de comunicação.
Marshall Bell é casado com Milena Canonero, uma renomada figurinista vencedora do Oscar. Atualmente, o casal reside em West Hollywood, Califórnia.